# Zjmurki
Zjmurki (russisk: Жмурки) er en russisk spillefilm fra 2005 af Aleksej Balabanov.

## Medvirkende
- Nikita Mikhalkov som Sergej Mikhajlovitj
- Dmitrij Djuzjev som Simon
- Aleksej Panin som Sergej
- Sergej Makovetskij som Koron
- Viktor Sukhorukov som Stepan